# Tâmboești
Tâmboeşti é uma comuna romena localizada no distrito de Vrancea, na região de Moldávia. A comuna possui uma área de  km² e sua população era de 3033 habitantes segundo o censo de 2007.